# モンテビデオ条約 (1933年)
モンテビデオ条約（モンテビデオじょうやく、英語: Montevideo Convention）とは、1933年にウルグアイのモンテビデオで締結された16条から成る条約。
正式には、国家の権利及び義務に関する条約（英語: Convention on Rights and Duties of States; スペイン語: Convencion Sobre Derechos y Deberes de los Estados）。
アメリカ合衆国と大部分の中南米諸国が署名した。

## 内容
国際法の主体としての国家の資格要件と、諸国家の平等、他国への干渉の禁止、武力による領土変更の禁止等について定めた。
第1条は国家の資格として①永久的住民、②明確な領域、③政府、④他国との関係を持つ能力、
の4点を要件としている。国家の要件について明文で規定した条約として現在でもしばしば参照される。この問題につき、国際法学では国家の承認の効果について伝統的な学説対立がある。一つは資格・能力を事実上備えるだけでは不十分で、他の国家の承認によってはじめて国家が成立すると説く創設的効果説で、もう一つは資格・能力を備えることで十分に成立し、他国の承認は成立を確認するものにすぎないと説く宣言的効果説である。条約の第3条は、国家の政治的存在が他国家の承認から独立しており、承認前であっても対内・対外的な諸権利を行使できると定め、明確に宣言的効果説を採った。

## 署名国
- アメリカ合衆国
- アルゼンチン
- ウルグアイ
- エクアドル
- エルサルバドル
- キューバ
- グアテマラ
- コロンビア
- チリ
- ドミニカ共和国
- ニカラグア
- ハイチ
- パナマ
- パラグアイ
- ブラジル
- ペルー
- ベネズエラ
- ボリビア
- ホンジュラス
- メキシコ